# Tamarindus indica
Il tamarindo (Tamarindus indica L., 1753) è un albero tropicale appartenente alla famiglia delle Fabacee (sottofamiglia Detarioideae). È l'unica specie del genere Tamarindus.
Il tamarindo è utilizzato per l'alimentazione, per scopi ornamentali e anche per le sue proprietà medicinali. Caratterizzato da una crescita lenta, un antico proverbio orientale recita che "chi pianta tamarindi non raccoglie tamarindi".

## Etimologia
Il termine tamarindo deriva dall'arabo تمر هندي traslitterato in tamr hindī, "dattero dell'India".
Diversi erboristi e medici del primo medioevo scrivevano tamar indi, il latino medievale scriveva tamarindus e Marco Polo scrisse tamarandi.

## Descrizione
Il tamarindo è un albero sempreverde, massiccio. Ha una crescita lenta ed è un albero longevo diventando plurisecolare. In condizioni favorevoli può arrivare anche a trenta metri di altezza e più di sette metri di circonferenza.
Le foglie sono pennato-composte (quindi costituite da numerose foglioline) lunghe fino a 15 cm a fillotassi alterna.
Come accade in altre specie di Mimosoidee, le foglie si richiudono durante la notte. Le foglie sono caduche durante la stagione asciutta solo nei luoghi che hanno una stagione secca particolarmente prolungata.
I fiori sono poco appariscenti, lunghi circa 2,5 cm, gialli con strie rosse o arancioni, riuniti in infiorescenze (racemi). Hanno 5 petali e un calice di quattro sepali caduchi alla fioritura.
Il legno ha durame duro e compatto, rosso scuro, l'alburno è più giallastro.
il frutto è un lomento, ovvero un legume indeiscente, lungo 10-15 cm e leggermente incurvato. Contiene una polpa marrone succosa ed edule e dei semi duri appiattiti e lucenti.
In condizioni normali, l'albero fruttifica non prima del suo sesto-settimo anno d'età.

## Distribuzione e habitat
Originario dell'Africa orientale e India, ma coltivato in molte aree tropicali asiatiche e dell'America Latina.

## Usi

### Uso alimentare

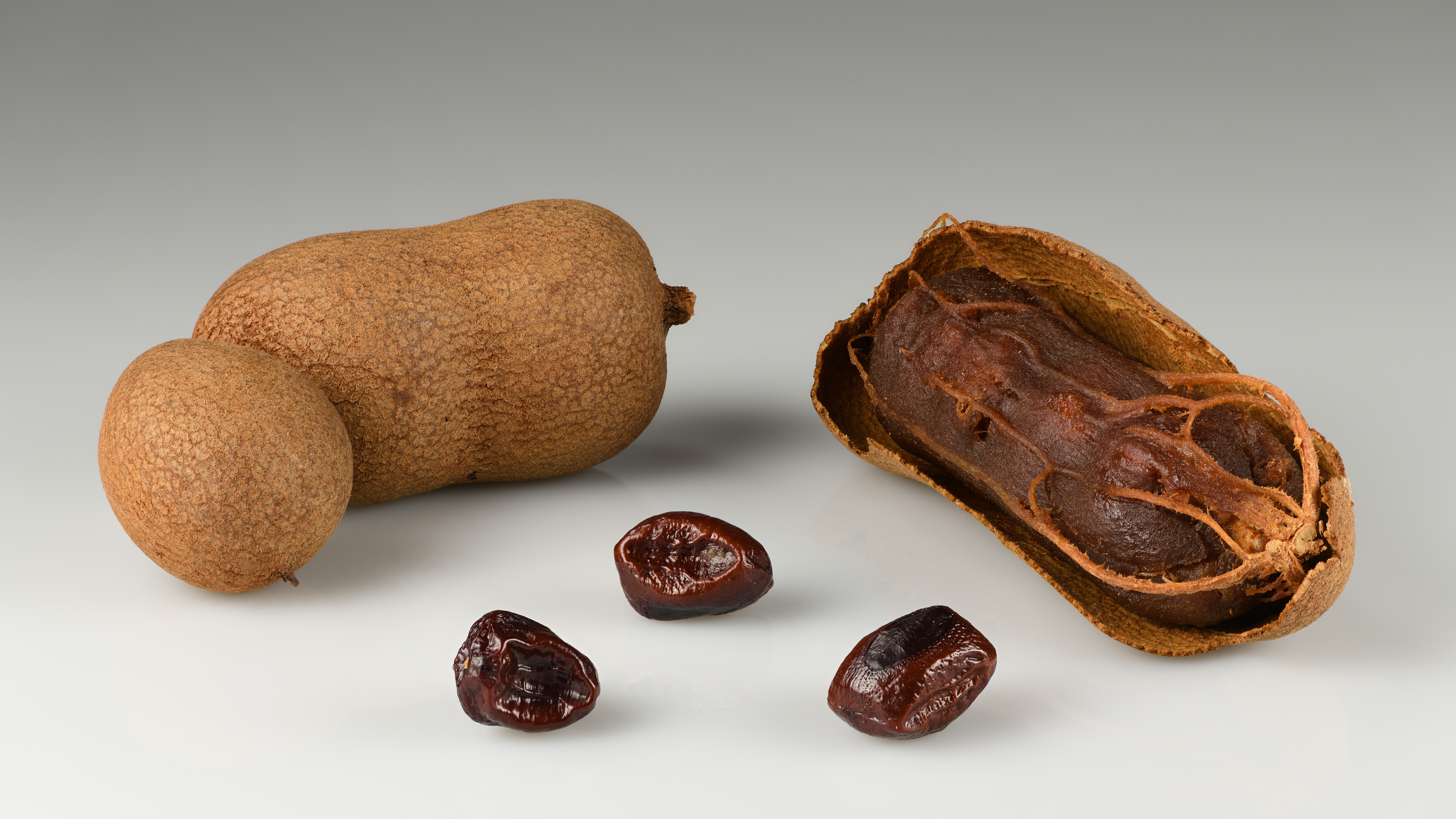
Frutti di tamarindo.

Nella cucina occidentale il tamarindo viene utilizzato nella preparazione di bevande rinfrescanti, nella salsa Worcestershire e nella salsa HP, un tipico condimento britannico.
La parte commestibile è la polpa che circonda i semi nei frutti. La polpa verde e dura di un frutto giovane è considerata da molti troppo acida, ma viene spesso utilizzata come componente di piatti salati, trasformata in sottaceti o usata per rendere commestibili alcuni ignami velenosi in Ghana.
Man mano che il frutto matura diventa più dolce, meno acido e più appetibile. L'acidità varia tra le cultivar, alcune cultivar di tamarindo dolce non hanno alcuna acidità quando sono mature.
La pasta di tamarindo ha molti usi culinari, tra cui l'uso nei chutney (in particolare quelli indiani e pakistani), nei curry e negli sciroppi.
Nella cucina thailandese viene utilizzato nella preparazione di svariati piatti, tra i quali il pad thai e alcuni tipi di curry.
A Catania se ne usa la polpa per ricavarne un celebre sciroppo mescolato con seltz, il tamarindo appunto.
In Messico e nei Caraibi la polpa viene diluita con acqua e zucchero per fare una bevanda denominata "agua fresca".

### Uso medicinale
Il principio attivo del tamarindo (tamarindina) è attivo contro Aspergillus niger e Candida albicans. Studi sperimentali dimostrano la sua particolare efficacia contro Staphylococcus aureus, Bacillus subtilis, Escherichia coli e Pseudomonas aeruginosa.
Polpa, foglie e corteccia hanno applicazioni mediche. Per esempio, nelle Filippine e nel Sudan le foglie sono state tradizionalmente usate per tisane utili a contrastare le febbri malariche. In India è usato nella medicina ayurvedica per problemi gastrici o digestivi e contro il mal di denti. 
In Italia le sue proprietà erano già note ai tempi della Scuola medica salernitana, Pietro Andrea Mattioli (1500) lo definiva utile "per far muovere il corpo".
A basse dosi regola la funzione intestinale, mentre a dosi più alte ha un effetto lassativo.

### Altri usi
- Grazie alla sua densità e durabilità, il cuore del legno del tamarindo può essere usato per fare mobili, parquet e soffitti.
- Le foglie vengono usate in India e in Africa per nutrire bachi da seta dei generi Anaphe o Hypsoides, che producono una seta considerata di qualità superiore.
- Foglie e fiori trovano applicazione anche come mordenti per stoffe e cappelli di paglia.
- L'estratto acquoso delle foglie viene utilizzato per combattere il parassita Schistosoma.[5]
- Gli alberi di tamarindo sono anche molto utilizzati in India - particolarmente nell'Andhra Pradesh - per fornire ombra sulle strade.
- I frutti del tamarindo sono molto amati anche dalle scimmie.
- È usato come ingrediente nel cocktail Poko Loko.